# Lepidozia africana
Lepidozia africana là một loài Rêu trong họ Lepidoziaceae. Loài này được Stephani mô tả khoa học đầu tiên năm 1922.